# 사랑의 댄스사이트
사랑의 댄스사이트(恋のダンスサイト 코이노 단스사이토[*])는 2000년 1월 26일에 발매된 모닝구무스메의 여덟 번째 싱글이다.

## 개요
- 러브머신에 이어 오리콘 집계 통산 두 번째이자, 밀리언 셀러를 기록하였다.

- 발매 첫날부터 높은 판매량을 기록하고, 스포츠 신문 등에서 오리콘 1위 확정이라는 보도까지 나왔지만, 주말에 발매된 사잔 올 스타즈의 "TSUNAMI"에 역전당하여 주간 2위에 머물렀다. 하지만 2위의 주간 매출 기록은 동일 아티스트의 동시 발매를 제외하면 역대 1위이다.

- 이시구로 아야 졸업 후 첫 싱글이다.

- 자켓은 12cm반 크기지만, 디스크는 8cm반이다.

- 200년 오리콘 연간 싱글 차트 7위에 랭크인. 제14회 일본 골드 디스크 대상 (2000년 3월 발표) 송 오브 더 이어 및 제42회 일본 레코드 대상 (2000년 12월 발표) 우수작품상을 수상하였다.

- 다른 버전의 음원을 추가한 12cm반이 2004년 12월 15일에 발매된 모닝구무스메 EARLY SINGLE BOX에 수록되었으며, 2005년 3월 2일에는 이 작품이 싱글로 발매되었다.

## 수록곡

### 8cm반
1. 恋のダンスサイト
작사, 작곡 : 층쿠 / 편곡 : 댄스☆맨
2. 恋はロケンロー
작사, 작곡 : 층쿠 / 편곡 : 야마키 류이치로
3. 恋のダンスサイト (Instrumental)

### 12cm반
1. 恋のダンスサイト
2. 恋はロケンロー
3. 恋のダンスサイト (Instrumental)
4. 恋のダンスサイト (Groove That Soul Remix)
5. 恋のダンスサイト (M.I.D KH-R CLUB MIX)

### LP반
2001년 2월 9일 발매
- A면

1. 恋のダンスサイト (Original)
2. 恋のダンスサイト (Groove That Soul Remix)

- B면

1. 恋のダンスサイト (M.I.D KH-R CLUB MIX)
2. 恋のダンスサイト (PANDART SASANOOOHA Remix)

## 참여 뮤지션
※괄호는 트랙 번호
- 댄스☆맨 & THE BAND☆MAN (1)
  - HYU HYU - 드럼
  - TOCA - 베이스 기타
  - JUMP MAN - 기타
  - BOMB - 기타
  - WATA-BOO - 키보드
  - STAGE CHAKKA MAN - 퍼커션, 비명
  - D.J.ICHIRO - 턴테이블
  - 댄스☆맨 - Myao
- 야스다 케이 - 휘슬 (1)
- 야구치 마리 - 휘슬 (1)
- 이치이 사야카 - 휘슬 (1)
- 층쿠 - 코러스 (1), 휘슬 (1)

## 차트
- 밀리언 (일본 레코드 협회)
- 주간최고순위 2위 (오리콘 차트)
- 2000년도 연간순위 7위 (오리콘 차트)

## 수록 앨범
- 3rd -LOVE파라다이스- (#1)
- 베스트! 모닝구무스메 1 (#1)
- 모닝구무스메 ALL SINGLES COMPLETE ~10th ANNIVERSARY~ (#1)
- 층쿠♂ 베스트 작품집 (상) 샤란Q~모닝구무스메~ 층쿠♂ 연예계 생활 15주년 기념 앨범~ (#1)
- 풋치베스트 ~노랑파랑빨강~ (#1 PANDART SASANOOOHA Remix)
- 하와이안으로 듣는 모닝구무스메 싱글 컬렉션 (#1 하와이안 Version)
- 모닝구무스메 전 싱글 커플링 컬렉션 (#2)